# Nobreza alemã
A nobreza alemã (em alemão:  deutscher Adel) foi um conjunto de pessoas que, até 1919, gozava de certos privilégios em relação a outras pessoas, sob as leis e costumes de diversas partes do que é hoje a Alemanha. Incluem-se na relação de estados que reconheciam ou conferiam a nobreza o Sacro Império Romano-Germânico (962-1806), a Confederação Germânica (1814-1866) e o Império Alemão (1871-1918). Todos as imunidades e privilégios jurídicos da nobreza (ou ligadas a um indivíduo, ou a uma família ou herdeiros) foram oficialmente abolidos em 1919 pela República de Weimar (1919-1933), e a nobreza não é conferida ou reconhecida pela República Federal da Alemanha. 
O chanceler Otto von Bismarck, no Império Alemão, tinha uma política de expandir sua base política enobrecendo industriais e empresários novos-ricos que não tinham ancestrais nobres.  A nobreza floresceu durante a dramática industrialização e urbanização da Alemanha após 1850. Os proprietários de terras modernizaram suas propriedades e orientaram seus negócios para um mercado internacional. Muitos filhos mais novos foram posicionados nas burocracias do serviço público nacional e regional em rápido crescimento, bem como no corpo de oficiais das forças armadas. Eles adquiriam não apenas as habilidades técnicas, mas a educação necessária em universidades alemãs de alto prestígio que facilitavam seu sucesso. Muitos se tornaram líderes políticos de novas organizações reformistas, como ligas agrárias e grupos de pressão. A nobreza católica romana desempenhou um papel importante na formação do Partido do Centro Alemão em resistência à Kulturkampf anticatólica de Bismarck, enquanto os nobres protestantes eram igualmente ativos no Partido Conservador Alemão.
Antigos títulos hereditários são permitidos como parte de um sobrenome (por exemplo, as partículas aristocrática von e zu). O sistema de nobreza do Império Alemão foi semelhante à nobreza do Império Austríaco, ambos tendo seu núcleo inicial no Sacro Império e ambos terminaram em 1919. A Áustria , sob a Primeira República aboliu completamente a nobreza e proibiu o uso subsequente dos títulos hereditários de qualquer forma, até mesmo de seu reconhecimento legal como as partículas aristocráticas, ou seu uso como parte de um sobrenome de um indivíduo ou de uma família. O uso público ou oficial de títulos nobres como título ou parte do sobrenome é uma ofensa menor sob a lei austríaca para cidadãos austríacos.

## Princípios

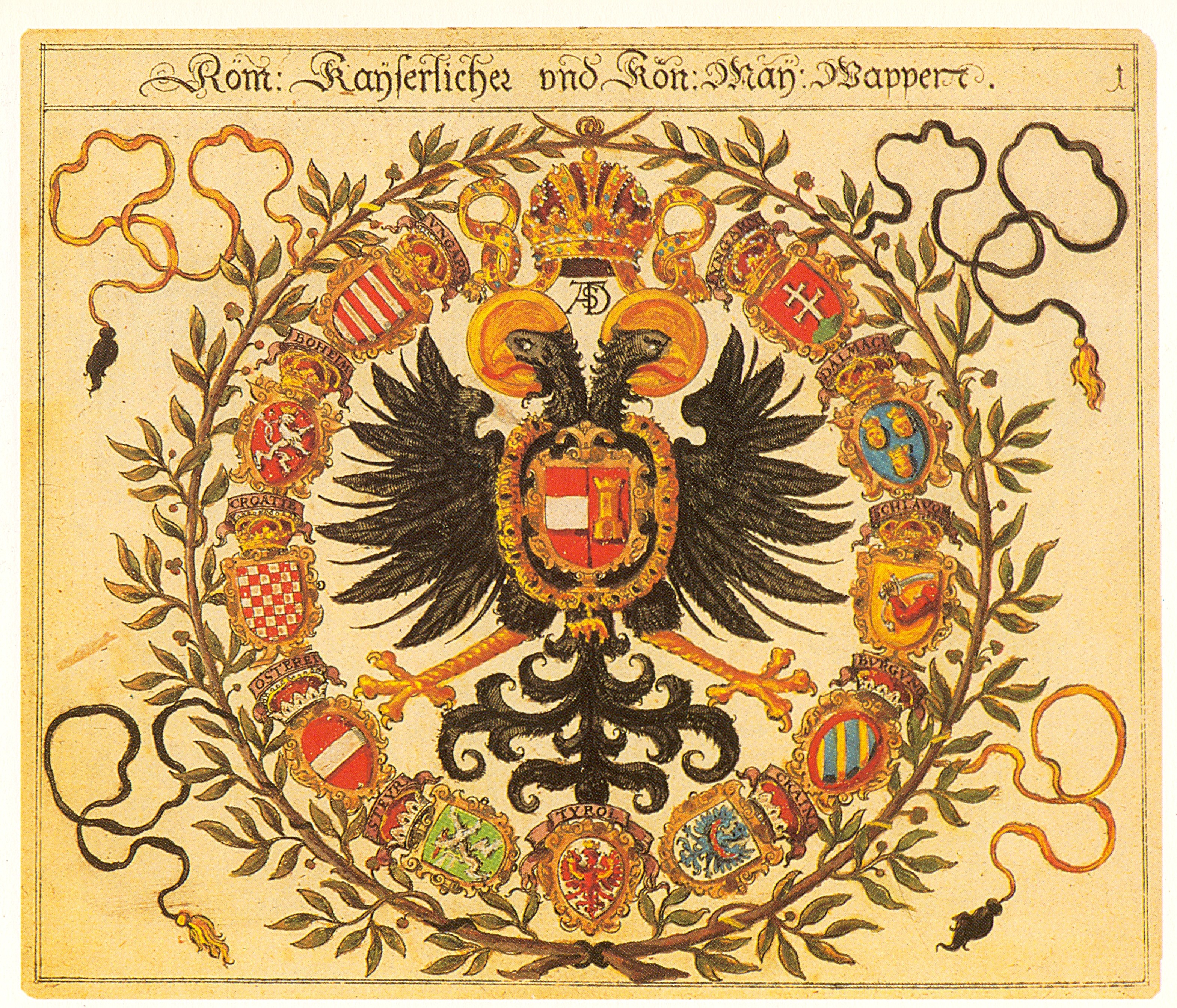
Heráldica do Sacro Império Romano-Germânico, Siebmachers Wappenbuch

Na Alemanha, a nobreza e os títulos que a pertencem foram reconhecidos ou concedidos a pessoas singulares por imperadores, reis e governantes de menor grau, e, em seguida, foram herdados pelo legítimo herdeiro seguindo a lei sálica nos descendentes da pessoa nobre. Nos casos em que as famílias foram consideradas nobres, com registros históricos (por exemplo, o Uradel), a nobreza (geralmente pré-1400) era geralmente reconhecida pelo soberano, confirmando o seu direito a quaisquer privilégios dentro do reino do referido soberano. O grau nobre normalmente era concedido aos homens por cartas patentes, enquanto as mulheres eram membros da nobreza por descendência ou (às vezes) pelo casamento com um nobre. A nobreza era herdada igualmente por todos os legítimos descendentes em linha masculina.
A maioria dos títulos alemães de nobreza também foram herdados por todos os homens da linha de descendentes, apesar de alguns descendentes o obterem via primogenitura, especialmente nos séculos XIX e XX no Reino da Prússia. Por exemplo, Otto von Bismarck, nascido um junker (não é um título), foi concedido o título de conde (Graf), estendido a todos os seus descendentes masculinos, e, posteriormente, o de Príncipe (Fürst) em primogenitura). Após a elaboração da Constituição de Weimar, em 11 de agosto de 1919, todos os alemães foram declarados iguais perante a lei. Em 18 de março de 1919, o parlamento do Estado Livre da Baviera decretou o Gesetz über die Aufhebung des Adels ("Lei sobre a Abolição da Nobreza"), que eliminou não a nobreza, como uma classe ou um atributo individual per se, mas todos os privilégios nobres, e, doravante, proibiu bávaros de aceitarem ser enobrecidos por estrangeiros. Outros estados alemães fizeram uma legislação equivalente.
A constituição bávara de 1998, que proíbe a transferência, por meio da adoção de sobrenomes contém formalmente atributos nobres (§ 118, seção 3). Isto causou uma prática excepcional em relação aos sobrenomes carregados por antigos membros da nobreza: considerando que a diferenciação de gênero no sobrenome alemão, generalizada até o século XVIII e coloquialmente retidos em alguns dialetos, foi abolida na Alemanha com a introdução de sobrenomes invariáveis oficialmente registrados pelo final do século XIX, o título anterior de nobreza transformado em partes do sobrenome em 1919 continuou a aparecer nas formas de gêneros femininos e masculinos.
Portanto, foram abolidos os títulos suportados exclusivamente pelos monarcas alemães como o imperador/imperatriz, rei/rainha, o grão-duque/grã-duquesa, etc. No entanto, os antigos títulos compartilhados e herdados por todos os membros da família foram mantidos, mas incorporados ao sobrenome. Por exemplo, aos membros das antigas famílias reais da Prússia e da Baviera foi permitido a utilização de Prinz/Prinzessin; ou Herzog/Herzogin. Nos casos dos antigos reis/rainhas da Saxônia e de Württemberg, o título ducal detido pelos membros cadetes não-governantes de suas dinastias antes de 1919, ou Herzog/Herzogin para os seus depostos grão-duques (por exemplo o ex-governantes de Baden, Hesse, Mecklenburgo-Schwerin, Mecklenburg-Strelitz, Oldemburgo, e Saxe-Weimar-Eisenach) e seus consortes foram retidos. 
Qualquer dinasta que não reinava anteriormente a 1918, mas tinha um título específico, como os herdeiros dos tronos da Alemanha (por exemplo, Erbprinz, "príncipe herdeiro"), juntamente com qualquer herdeiro de um título de nobreza herdado através de primogenitura, e suas mulheres foram autorizados a incorporação desses títulos em elementos do sobrenome. No entanto, esses títulos foram extintos após a sua morte, não sendo herdados. Com o desaparecimento de todas as pessoas com estilo de "o príncipe" antes de 1918, o termo Kronprinz não existe mais como um elemento legal do sobrenome. Títulos tradicionais utilizados exclusivamente para mulheres nobres solteiras, tais como Baronesa, Freiin e Freifräulein, também foram transformados em peças legais no sobrenome, sujeito a alteração ou mudança de sobrenome pelo casamento, mediante pedido.
Todas as outras antigas partículas de nobreza agora são herdadas como parte de um sobrenome, e mantêm-se como privativas aos nomes de acordo com as leis. Enquanto o título anteriormente prefixava o nome e o sobrenome (por exemplo, Graf Kasimir von der Recke), o uso legal move o título anterior para o sobrenome (ou seja, Kasimir Graf von der Recke'). No entanto, o estilo pré-1919 às vezes continua no uso coloquial. Na Áustria, por outro lado, não apenas os privilégios da nobreza foram abolidos, mas também seus títulos e partículas nobiliárquicas.
Alguns estados dentro do Sacro Império Romano-Germânico tinham rigorosas leis sobre a conduta adequada, emprego, casamento de indivíduos nobres. O descumprimento dessas leis poderiam resultar em Adelsverlust ("a perda do status de nobreza"), de forma temporária ou permanente. Até o início do século XIX, por exemplo, era comumente proibido para os nobres, teoricamente, sobre a dor de Adelsverlust, se casar com pessoas de baixo nascimento", ou seja, plebeus. Além disso, nobres empregados em empregos menores poderiam, teoricamente, perder sua posição nobre, como poderia também os nobres condenados por crimes passíveis de pena capital. Adelsverlust apenas se aplicava ao indivíduo que estava em violação das leis de conduta nobres, o que significa que seus parentes, cônjuge e filhos vivos geralmente não eram afetados.
Existem várias organizações para perpetuar o legado histórico da antiga nobreza, documentando a genealogia, narrando a história de famílias nobres e, por vezes, recusando-se a reconhecer pessoas que adquiriram sobrenomes nobres de maneiras impossíveis antes de 1919. 

### Estratégias de casamento
Muitos estados alemães, no entanto, exigiam um casamento com uma mulher de status social elevado para que um nobre passasse seus títulos e privilégios para seus filhos. A este respeito, as Leis Gerais do Estado para os Estados Prussianos de 1794 falavam de casamento (e filhos) "à direita". Isso excluía os casamentos com mulheres das classes sociais mais baixas, mas não significava que uma mulher tivesse que vir da nobreza. Especialmente no final do século 19 e além, quando uma nova classe alta de pessoas comuns ricas surgiu após a industrialização, os casamentos com plebeus estavam se tornando mais difundidos. No entanto, com poucas exceções, isso não se aplicava à alta nobreza, que em grande parte continuava a se casar entre si. As famílias alemãs em ascensão normalmente seguiam estratégias de casamento envolvendo homens de posição inferior se casando com mulheres de status mais alto que traziam um grande dote.

## Partículas de nobreza
Tal como muitos dos seus vizinhos europeus, e semelhantes aos apelidos da realeza alemã, a nobreza alemã adotou o costume de usar o nome da sua propriedade ou região como sobrenome ou integrá-lo no seu sobrenome. Isso geralmente era feito usando um prefixo na frente do sobrenome e, para uma família nobre alemã, a forma de denotar essa prática era o uso de um prefixo von ou zu.
A maioria, mas não todos, os sobrenomes da nobreza  alemã eram precedidos ou continham a preposição von (que significa "de") ou zu (que significa "em"), como partículas nobres. Os dois eram ocasionalmente combinados em von und zu (que significa "de e em"). Em geral, o von indica o lugar de origem da família, enquanto o zu indica que a família continuou em posse do imóvel a partir do qual o sobrenome é concedido. Portanto, von und zu indica uma família que havia sido nomeada para e continuava com o próprio domínio feudal de "exploração" ou de residência. No entanto, a partícula zu também podia indicar a divisão de uma dinastia, como o fornecimento de informações sobre a sua adoção de uma nova casa ou uma cisão da linhagem, como, por exemplo, um ramo sênior a possuir e talvez até mesmo residir no local de origem da dinastia pode ter sido chamado von vila A [{und zu} vila A] além disso, enquanto um novo ramo,  júnior, poderia ter adotado o estilo, digamos, von cidade A [und] zu vila B, às vezes, até mesmo desaparece o [und] , simplesmente com a hifenização dos nomes dos dois lugares.
Outras formas também existem com combinações do artigo definido: por exemplo,"von der" ou von dem → "vom" ("do"), zu der → "zur" ou zu dem → "zum" ("de", "em", "no"). Especialmente entre o final do século XVIII e início do XX, quando um número crescente de plebeus sem terras foram enobrecidos, o "von", em geral, era simplesmente colocado na frente do sobrenome da pessoa. Quando uma pessoa com uma ocupação comum e com sobrenome de Meyer recebia nobreza, ela poderia simplesmente tornar-se von Meyer.
Ao classificar nomes nobres e não nobres em ordem alfabética, quaisquer preposições ou títulos (anteriores) são ignorados. Elementos cujos nomes tenham se desenvolvido a partir de funções honorárias, tais como Schenk (curto para Mundschenk, "copeiro"), são também negligenciados. Partículas de nobreza não são capitalizadas, a menos que elas comecem uma frase e, em seguida, elas são, geralmente, ignoradas, a menos que isso crie confusão. A prática na língua alemã difere da língua neerlandesa nos Países Baixos, onde a partícula van é geralmente capitalizada quando mencionada sem preceder nomes ou iniciais, ou da língua flamenga, na Bélgica, onde a partícula Van é sempre capitalizada.

## Uradel
Uma família cuja nobreza remonta pelo menos ao século XIV pode ser chamada de Uradel, ou Alter Adel ("antiga nobreza"). Isso contrasta com  nobreza concedida por carta-patente (Briefadel ou "patente de nobreza"). O primeiro documento conhecido é de 30 de setembro de 1360, para Wyker Frosch em Mainz.

## Hochadel
Hochadel ("nobreza superior", ou "alta nobreza") foram as casas nobres, que governaram Estados soberanos dentro do Sacro Império Romano-Germânico e, mais tarde, a Confederação Germânica e o Império Alemão. Eles eram realeza; os chefes dessas famílias tinham o direito de ser abordados por algum tipo de estilo com "Majestade" ou "Alteza". Estas famílias foram reis (na Baviera, Hanôver, Prússia, Saxônia, e Vurtemberga), grão-duques (Baden, Hesse e do Reno, Luxemburgo, Mecklenburg-Schwerin, Mecklenburg-Strelitz, Oldenburg e Saxe-Weimar-Eisenach), duques reinantes (Anhalt, Brunswick, Schleswig-Holstein, Nassau, Saxe-Altenburg, de Saxe-Coburgo-Gota, de Saxe-Meiningen), e príncipes reinantes (de Hohenzollern-Hechingen, de Hohenzollern-Sigmaringen, de Liechtenstein, de Lippe, de Reuss, de Schaumburg-Lippe, de Schwarzburg, e de Waldeck-Pyrmont).
Os Hochadel também incluíram as anteriormente quase soberanas famílias do Império Alemão cujos domínios tinham sido mediatizados dentro da Confederação Germânica em 1815, ainda preservando o direito legal para continuar a  casarem-se com as dinastias reinantes (Ebenbürtigkeit). Estas quase soberanas famílias composta principalmente de famílias principescas e comitais, mas um pouco de duques de origens belgas e holandesas (Arenberg, Croÿ, Looz-Corswarem).  As informações sobre essas famílias constituíram a segunda seção das entradas de Justus Perthes sobre famílias reinantes, principescas e ducais no Almanach de Gota.
Durante o processo de unificação da Alemanha, a partir de 1866 até 1871, os estados de Hanôver, Hesse-Kassel, Hohenzollern-Hechingen, de Hohenzollern-Sigmaringen, Schleswig-Holstein e Nassau foram absorvidos pelo Reino da Prússia. Os antigos dirigente das casas destes estados ainda consideraram os Hochadel sob as leis aprovadas pelo Império Alemão.
Além disso, as famílias governantes de Hohenzollern-Hechingen e Hohenzollern-Sigmaringen receberam os direitos dinásticos de ramos cadetes da Casa Real da Prússia depois de terem cedido soberania aos seus parentes reais. Os herdeiros exilados de Hanôver e Nassau acabaram por recuperar a soberania ao serem autorizados a herdar, respectivamente, as coroas de Brunswick (1914) e Luxemburgo (1890).

## Niederer Adel
A nobreza que detinha privilégios legais, até 1918, maiores do que aqueles apreciados pelo povo comum, mas menos do que aqueles apreciados pelo Hochadel, foram considerados parte da pequena nobreza ou Niederer Adel. A maioria sem título, apenas fazendo uso da partícula von em seus sobrenomes. As famílias de alto grau e nobres da Niederer Adel suportaram tais títulos hereditariamente como Ritter (cavaleiro), Freiherr (ou barão) e Graf (conde). Embora a maioria dos condes alemães  pertenciam oficialmente a pequena nobreza, aqueles que foram mediatizados pertenciam ao Hochadel, os chefes de suas famílias receberam o direito de serem tratados como Erlaucht ("Ilustre Alteza"), e não simplesmente como Hochgeboren ("Ilustríssimo"). Havia também algumas famílias nobres alemãs, especialmente na Áustria, na Prússia e na Baviera, cujo chefe tinha os títulos de Fürst (príncipe) ou de Herzog (duque); no entanto, sem nunca terem exercido um grau de soberania, eles foram contabilizados como membros da pequena nobreza (por exemplo, Bismarck, Blücher, Pless, Wrede).

## Títulos e estatutos

### Títulos reinantes
Os títulos de eleitor, grão-duque, arquiduque, duque, conde, marquês, conde palatino, príncipe e Reichsgraf foram suportados pelos governantes, que pertenciam à Hochadel alemã. Outros condes, bem como barões (Freiherren), senhores (Herren), cavaleiros (Ritter) foram suportados pelos nobres, de famílias não reinantes. A grande maioria da nobreza alemã, no entanto, não herdava títulos, e normalmente era distinguivel apenas pela partícula de nobreza von em seus sobrenomes.
| Título (Português)                      | Título (Alemão)                              | Território (Português)    | Território (Alemão)    |
| --------------------------------------- | -------------------------------------------- | ------------------------- | ---------------------- |
| Imperador Imperatriz                    | Kaiser(in)                                   | Império                   | Kaiserreich, Kaisertum |
| Rei Rainha                              | König(in)                                    | Reino                     | Königreich             |
| Príncipe-eleitor Princesa-eleitora      | Kurfürst(in)                                 | Eleitorado                | Kurfürstentum          |
| Arquiduque Arquiduquesa                 | Erzherzog(in)                                | Arquiducado               | Erzherzogtum           |
| Grão-duque Grã-duquesa                  | Großherzog(in)                               | Grão-ducado               | Großherzogtum          |
| Grão-príncipe Grã-princesa              | Großfürst(in)                                | Grão-Principado           | Großfürstentum         |
| Duque Duquesa                           | Herzog(in)                                   | Ducado                    | Herzogtum              |
| Conde Palatino Condessa Palatina        | Pfalzgraf/Pfalzgräfin                        | Palatinado                | Pfalzgrafschaft        |
| Marquês Marquesa                        | Markgraf/Markgrafin                          | Marca de fronteira, Marca | Markgrafschaft         |
| Conde Condessa                          | Landgraf/Landgräfin                          | Condado                   | Landgrafschaft         |
| Príncipe do Império Princesa do Império | Reichsfürst(in)1                             | Principado                | Fürstentum             |
| Conde do Império Condessa do Império    | Reichsgraf1/Reichsgräfin                     | Condado                   | Grafschaft             |
| Burgrave Burgravine                     | Burggraf/Burggräfin                          | Burgraviate               | Burggrafschaft         |
| Altgrave/Altgravine                     | Altgraf/Altgräfin                            | Altgraviato               | Altgrafschaft          |
| Barão do Império Baronesa do Império    | Reichsfreiherr1/Reichsfreifrau/Reichsfreiin2 | (Baronato Aloidal)        | Freiherrschaft         |
| Senhor Senhora                          | Herr(in)                                     | Senhorio                  | Herrschaft             |
| Cavaleiro Imperial                      | Reichsritter 1                               |                           |                        |

↑1  O prefixo Reichs- indica um título concedido por um antigo Imperador Romano-Germânico; estes títulos conferidos indicam uma precedência maior do que aqueles associados com outros títulos de mesma classificação.
↑2  Freiin indica uma baronesa por nascimento.

### Títulos não-reinantes
| Título (Português)                                | Título (Alemão)                            |
| ------------------------------------------------- | ------------------------------------------ |
| Príncipe da Coroa                                 | Kronprinz(essin)                           |
| Príncipe-eleitor                                  | Kurprinz(essin)                            |
| Arquiduque Arquiduquesa                           | Erzherzog(em)                              |
| Grão-duque Grã-duquesa                            | Großherzog(em)                             |
| Grão-príncipe Grã-princesa                        | Großfürst(em)                              |
| Duque/Duquesa                                     | Herzog(em)                                 |
| Príncipe/Princesa (Real)                          | Prinz(essin)                               |
| Príncipe/Princesa (nobre)                         | Fürst(em)                                  |
| Margrave/Margravine                               | Markgraf/Markgräfin                        |
| Landgrave/Landgravine                             | Landgraf/Landgräfin                        |
| Conde Palatino Condessa Palatina                  | Pfalzgraf/Pfalzgräfin                      |
| Burgrave/Burgravine                               | Burggraf/Burggräfin                        |
| Altgrave/Altgravine                               | Altgraf/Altgräfin                          |
| Conde/Condessa Imperial                           | Reichsgraf/Reichsgräfin                    |
| Barão/Baronesa Imperial                           | Reichsfreiherr/Reichsfreifrau/Reichsfreiin |
| Conde/Condessa                                    | Graf/Gräfin                                |
| Barão/Baronesa                                    | Freiherr/Freifrau/Freiin                   |
| Senhor / Nobre Senhor                             | Herr /Edler Herr                           |
| Cavaleiro                                         | Ritter                                     |
| Nobre                                             | Edler/Edle                                 |
| Jovem Senhor (agrupados nos nobres não titulados) | Junker                                     |

Os herdeiros de soberanos ou da liderança das famílias mediatizadas  tinham o prefixo Erb- no início de seus títulos, que significa "hereditário". Por exemplo, o herdeiro de um grão-duque era intitulado Erbgroßherzog, que significa "Grão-Duque hereditário". Um herdeiro de um duque soberano, intitulado Erbprinz ("Príncipe hereditário"), e um herdeiro de um príncipe (Fürst), pode ser intitulado Erbprinz ou Erbgraf ("conde hereditário"). O prefixo distingue o herdeiro de títulos semelhantes dos irmãos e ramos juniors e cadetes. Os herdeiros de imperadores e reiseram intitulados Kronprinz ("Príncipe da Coroa"), enquanto os herdeiros dos príncipes-eleitores foram intitulados Kurprinz ("príncipe-eleitor").